# Moxos-Ebene (Archäologie)
In der Moxos-Ebene (spanisch Llanos de Mojos), befinden sich umfangreiche Überreste vorkolumbianischer landwirtschaftlicher Gesellschaften, die über den größten Teil des Departamento Beni in Bolivien verstreut sind. Die Überreste zeugen von einer gut organisierten und zahlreichen indigenen Bevölkerung. Dies widerspricht der traditionellen Ansicht von Archäologen, insbesondere von Betty Meggers, dass das Amazonasbecken ökologisch nicht in der Lage war, eine große Bevölkerung zu ernähren, und dass seine indigenen Bewohner Jäger und Sammler oder Brandrodungsbauern waren. In den 1960er Jahren gehörten Geologen der Erdölgesellschaft und der Geograf William Denevan zu den ersten, die die Existenz umfangreicher, von Menschenhand geschaffener Erdwerke im Amazonasgebiet, insbesondere in den Llanos de Moxos, publik machten.

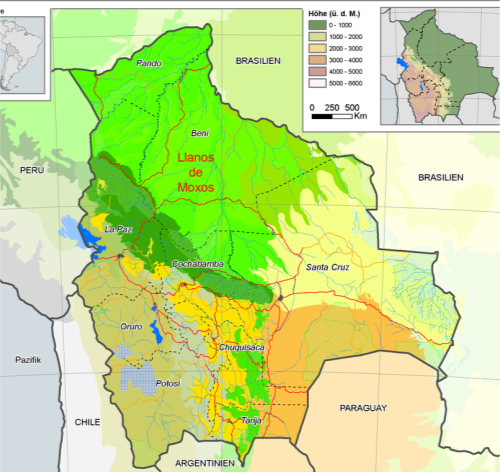
Lage der Moxos-Ebene in Bolivien.

In den Llanos wurden viele Arten von Erdwerken dokumentiert, darunter Hügelbeete, natürliche und künstlich angelegte Waldinseln, Kanäle und Dämme, Ringgräben und Fischwehre. Es gibt keine Hinweise darauf, dass die Bewohner in vorkolumbianischer Zeit politisch geeint waren, vielmehr scheinen sie in einer Vielzahl kleiner, unabhängiger Gemeinwesen organisiert gewesen zu sein, die verschiedene, nicht miteinander verbundene Sprachen sprachen.
Die archäologischen Untersuchungen in den Llanos sind bisher nicht sehr umfangreich, und es bleiben viele Fragen über die Kulturen der prähistorischen Bewohner offen.

## Geographie

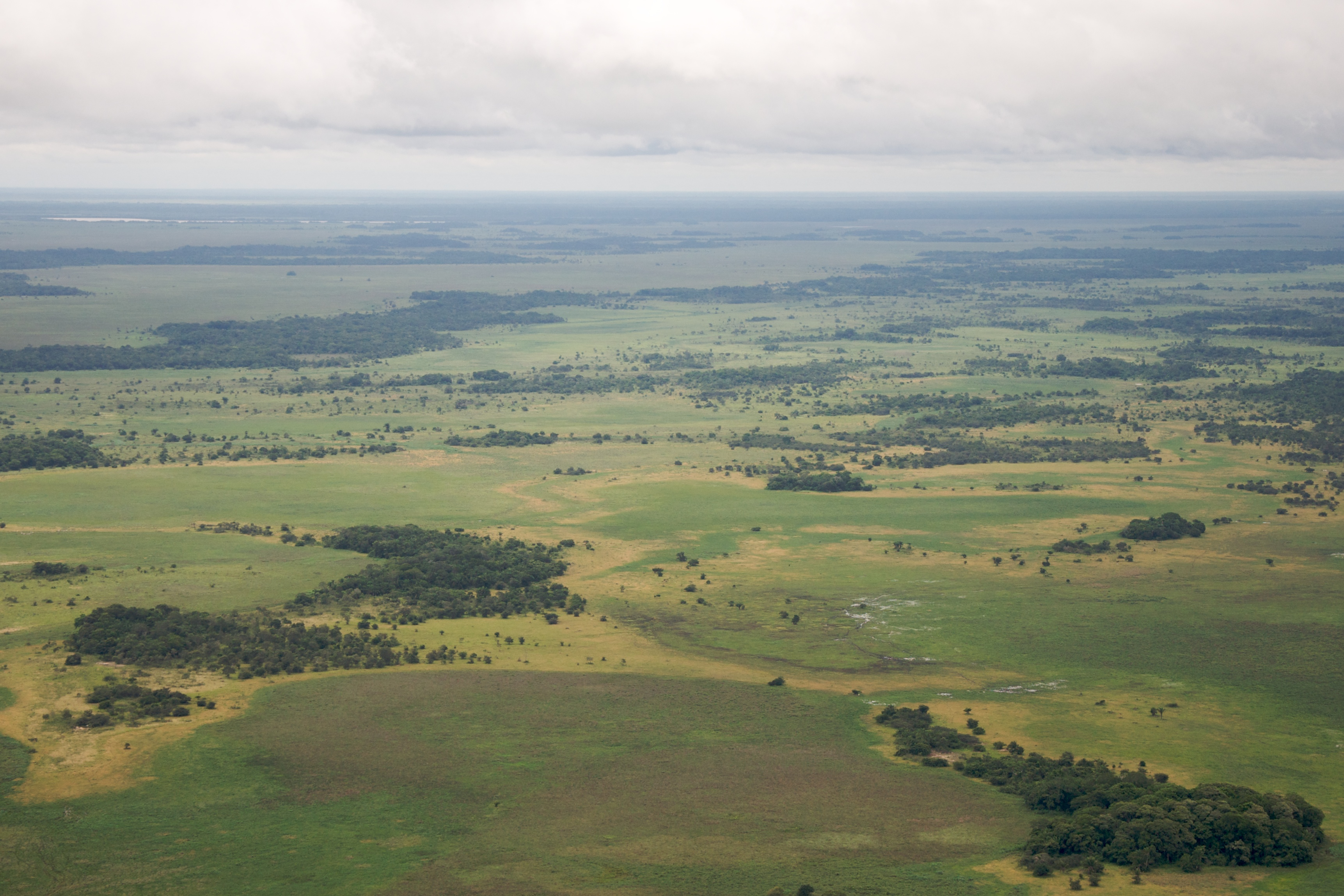
Eine endlose feuchte Ebene charakterisiert die Llanos

Die Moxos-Ebene umfasst, je nach Definition, ein Gebiet von 110.000 km² bis 200.000 km². Die Landschaft ist eben und von zahlreichen von der Ostabdachung der Anden kommenden Flüssen durchzogen. Das Klima ist tropisch mit ausgeprägten Regen- und Trockenzeiten. Fünfzig bis sechzig Prozent der Fläche werden regelmäßig, oft für mehrere Monate im Jahr, überflutet. Die Ebene liegt zum größten Teil im Einzugsgebiet des Río Mamoré. Das wichtigste städtische Zentrum des Gebiets ist Trinidad.
Archäologen und Geographen waren lange Zeit der Ansicht, dass große, komplexe präkolumbianische Gesellschaften in den Tieflandwäldern des Amazonasbeckens aufgrund schlechter Böden für die Landwirtschaft, Proteinmangels der Bewohner, Mangels an domestizierten Tieren und begrenzter Technologie nicht in der Lage waren, sich zu entwickeln und zu gedeihen. Diese Ansicht wird durch die Ruinen in der Moxos-Ebene in Frage gestellt.
Generell nimmt die Bodenfruchtbarkeit in der Ebene von Süden nach Norden ab. Die Böden des südlichsten Teils profitieren von den Sedimentablagerungen der Flüsse, die aus den nahegelegenen Anden fließen. Die Mengen dieser Sedimente nehmen nach Norden hin ab und es herrschen die typischen unfruchtbaren lateritischen Böden des Amazonas vor. Im Bereich der prähistorischen Siedlungen findet sich allerdings fruchtbare dunkle Erde, die „Terra Mulata“ oder Terra Preta genannt wird. Diese hochproduktiven Böden sind das Produkt menschlicher Besiedlung und Bemühungen, die Bodenfruchtbarkeit zu verbessern. Die Menschen der Moxos-Ebenen domestizierten ihre Landschaft, indem sie Hügelbeet-Gartenbau praktizierten und die Böden durch die Zugabe von organischem Material verbesserten.

## Erdwerke

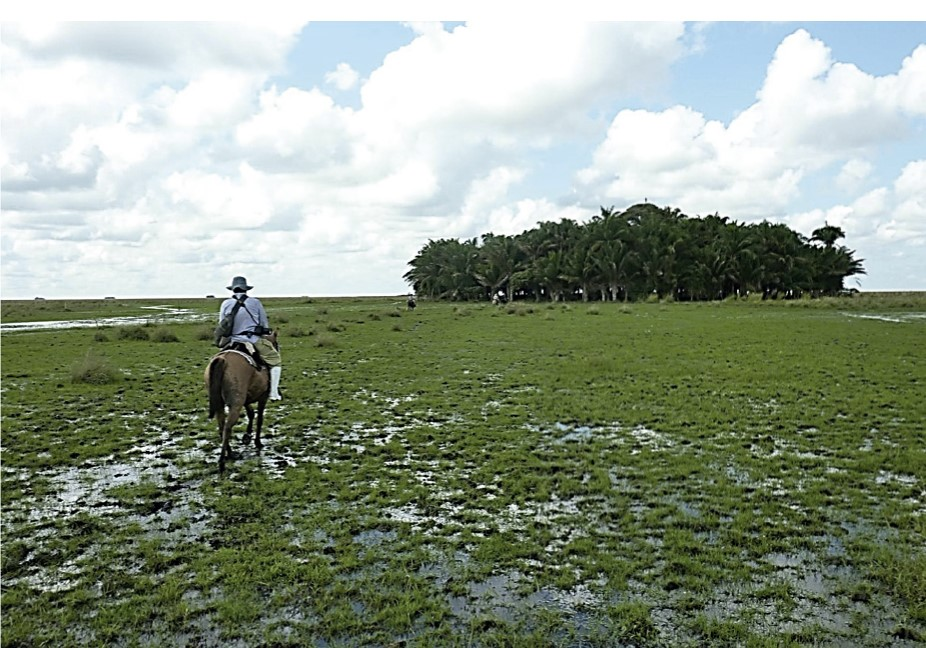
Wahrscheinlich künstlich angelegte Insel in der Moxos-Ebene

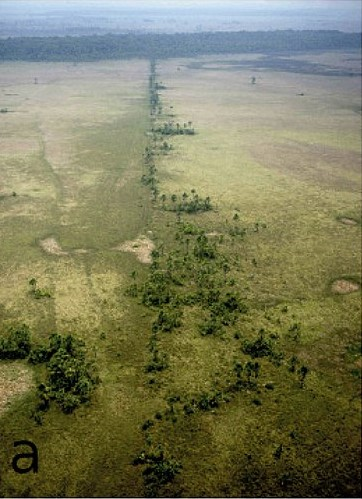
Prähistorischer Damm zur Verbindung zweier Inseln in der Moxos-Ebene

In der Forschung besteht keine Einigkeit über den anthropogenen Ursprung vieler der Erdwerke in der Moxos-Ebene. Ebenso sind die Fachleute uneinig über die Anzahl der Bewohner und die Komplexität der Sozialstruktur der Menschen, die die Erdwerke errichteten. Einige gehen von einer hohen Bevölkerungszahl aus, andere nehmen an, dass kleine Gruppen über große Zeiträume hinweg die Erdwerke angelegt haben. Feste Bauten aus Stein wurden nicht gefunden, da es in der Region kein Oberflächengestein gibt.
Hügel (Spanisch lomas) finden sich über die gesamte Ebene verstreut. Ihre Gesamtzahl wird auf 20.000 geschätzt. Bei zwei- bis dreihundert handelt es sich um große Hügel, die sich drei bis fünfeinhalb Meter über ihre Basis erheben und Flächen von zwei bis elf Hektar einnehmen. In einigen Gebieten ist die Anzahl der Hügel auffällig hoch, was darauf hindeutet, dass mehrere regionale Gemeinschaften existierten, jede mit ihren Wohn- und Zeremonialzentren. Die kleineren Hügel mit unter drei Metern Höhe dienten vermutlich dem Wohnen und der Landwirtschaft.
Hügelfelder. Die Landwirtschaft wurde in der Moxos-Ebene in der Regel auf langen schmalen Landstreifen betrieben, die von den Bewohnern auf eine Höhe von bis zu einem Meter über dem Hochwasserspiegel erhoben wurden. Die Überreste dieser Felder, Spanisch canellones genannt, sind bis zu 600 Meter lang und 20 Meter breit. Diese erhöhten Felder ermöglichten die Entwässerung während der Regenzeit. Man schätzt die gesamte von Hügelfeldern eingenommene Fläche auf bis zu 1.000.000 Hektar. Man nimmt an, dass dort hauptsächlich Mais und Maniok angebaut wurden.
Waldinseln erheben sich über die umgebenden Sümpfe. Viele sind von Menschenhand geschaffen und gehen auf verlassene Hügel und menschliche Siedlungen zurück. Die Waldinseln wurden zum Errichten von Häusern genutzt, für die Landwirtschaft, die Jagd und das Sammeln wilder Früchte.
Kanäle und Dämme verbanden häufig Gebiete menschlicher Siedlungen und gingen strahlenförmig von den großen Hügeln aus. Sie dienten dem Transport, der Entwässerung, ebenso wie dem Fischen und als Grenzmarkierungen. Im Zickzack verlaufende Dämme werden als Fischwehre interpretiert. Fisch war vermutlich die wichtigste Proteinquelle der präkolumbianischen Bevölkerung.
Ringgräben sind in vielen Gebieten zu finden. Die von Menschenhand geschaffenen Gräben umschließen menschliche Siedlungen und dienten sowohl der Entwässerung in der Regenzeit als auch dem Speichern von Wasser während der Trockenzeit. Sie waren meist weniger als einen Meter tief und 5 Meter breit.

## Regionale Unterschiede
In der Moxos-Ebene werden vier öko-archäologische Regionen unterschieden.
Region eins: Nördlich der Stadt Santa Ana del Yacuma und westlich des Río Mamoré River befindet sich ein Gebiet mit wassergesättigten mageren Böden. Viele große landwirtschaftliche Hochflächen, die zur Entwässerung und Verbesserung der Böden notwendig waren, erinnern an ihre prähistorischen Bewohner. Obwohl es in dieser Region wahrscheinlich eine zahlreiche prähistorische Bevölkerung gab, gibt es kaum Hinweise auf eine komplexe Gesellschaftsstruktur.
Region zwei: Östlich des Río Mamoré und um die Stadt Baures und den gleichnamigen Fluss herum befindet sich ein Gebiet mit zahlreichen bewaldeten Inseln, die größtenteils natürlichen Ursprungs sind. Sie waren bewohnt und umgeben von landwirtschaftlichen Anbauflächen, Ringgräben und Fischwehren. Hier finden sich außerdem viele Kanäle und Zickzack-Dämme. Es scheint, dass die Erdwerke in diesem Gebiet nicht lange vor der Ankunft der Spanier errichtet wurden.
Region drei. Westlich der Stadt Trinidad, um die Stadt San Ignacio de Moxos herum, befindet sich ein Gebiet, in dem die Böden verhältnismäßig fruchtbar sind. Hier wurden zahlreiche Erdwerke gefunden: vor allem Hügel, künstliche Waldinseln, Hügelfelder und Dämme. Die hohe Zahl von Erdwerken und ihre Vielfalt deuten darauf hin, dass hier eine Gesellschaft mit einer komplexeren Sozialstruktur existierte als in den Regionen eins und zwei.
Region vier. Östlich von Trinidad und um die Siedlung Casarabe herum liegt die fruchtbarste und am wenigsten sumpfige Region der Moxos-Ebene. Dort wurden zahlreiche künstlich errichtet Hügel mit dazugehörigen Anbauflächen und Erdwerken gefunden. Diese Region war vermutlich die Heimat der am weitesten entwickelten Gesellschaften der prähistorischen Moxos-Ebene. Um 500 bis 1400 lag hier ein Zentrum einer ausgedehnten steinlosen urbanen Kultur, die große Bewässerungsbauwerke errichtete.

## Bevölkerung
Die ältesten Hinweise auf die Anwesenheit von Menschen sind etwa 10.000 Jahre alt. Es handelt sich um Muschelhaufen, die auf einigen Waldinseln gefunden wurden.
Radiokarbondatierungen einiger der Artefakte, die in den künstlichen Hügeln gefunden wurden, reichen zurück bis 800 v. Chr. Die ersten Spanier fanden sechs große ethnische Gruppen in der Moxos-Ebene vor: Moxos, Movimas, Canichana, Cayuvava, Itonama und Baure. 26 weitere Ethnien sind dem Namen nach bekannt. Die Spanier betrachteten die Baure als das „zivilisierteste“ Volk, gefolgt von den Moxos. Die anderen Gruppen lebten in kleineren Gemeinschaften und auf ärmeren Böden. Die Canichana waren kriegerische Jäger, die die Ufergebiete des Río Mamoré bewohnten.
In der Moxos-Ebene wurden zahlreiche oft nicht miteinander verwandte Sprachen gesprochen. Die Baures und Moxos sprachen Arawak-Sprachen. Sprachwissenschaftler gehen davon aus, dass die Arawakvölker ihren Ursprung weiter nördlich im zentralen Amazonasbecken hatten und von dort in die Moxos-Ebene eingewandert sind, wobei sie ihre auf dem Maniok-Anbau basierende Landwirtschaft mit sich brachten. Die meisten anderen ethnischen Gruppen waren wahrscheinlich älteren Ursprungs als die Arawak, obwohl es möglich ist, dass die Krieger- und Jägerkultur der Canichana erst deutlich später – zur Zeit des ersten Kontakts mit den Spaniern – die Ebene erreichte.
Der Archäologe Clark Erickson fasste die Beschreibungen, die die ersten Spanier von den Dörfern der Baure gaben, so zusammen:

„Die Dörfer waren nach amazonischen Standards groß und wurden nach Plänen angelegt, die Straßen, geräumige öffentliche Plätze, Häuserringe und große zentrale bebederos (kommunale Männerhäuser) umfassten. Nach Ansicht der Jesuiten wurden viele dieser Dörfer durch den Bau von tiefen Rundgräben und Holzpalisaden, die die Siedlungen umschlossen, verteidigt. Die Siedlungen waren durch Dämme und Kanäle verbunden, die das ganze Jahr über Reisen ermöglichten.“

Frühe spanische Entdecker berichteten 1617 von Dörfern mit bis zu 400 Häusern. Moderne Forscher haben berechnet, dass ein solches Dorf eine Bevölkerung von etwa 2000 Menschen hatte.
Die frühen Berichte deuten darauf hin, dass in der weitläufigen Ebene eine Vielzahl unterschiedlicher Völker und Kulturen nebeneinander existierte: Jäger und Sammler ebenso wie Ackerbauern mit spezialisierten Handwerkern, z. B. Weber und Töpfern.
Denevan schätzt die präkolumbianische Bevölkerung der Moxos-Ebene auf etwa 350.000 und auf etwa 100.000 im Jahr 1690, als Jesuiten begannen, die Missionssiedlungen der Moxos zu errichten. Dagegen schätzt David Block die Bevölkerung im Jahr 1679 auf nur etwa 30.000. Jedenfalls ist sicher, dass die präkolumbianische Bevölkerung durch das Einschleppen europäischer Krankheiten, die Folgen der Eroberung und die Versklavung und Verschleppung Einheimischer durch Spanier und Portugiesen bis zum späten 17. Jahrhundert stark zurückgegangen war. Im Jahr 1720 zählten die Jesuiten in der Moxos-Ebene etwa 30.000 Bewohner ihrer Missionen. Von da an bis ins 19. Jahrhundert hinein blieb die Bevölkerungszahl einigermaßen konstant.